# Polygonum weyrichii
Polygonum weyrichii là một loài thực vật có hoa trong họ Rau răm. Loài này được F. Schmidt miêu tả khoa học đầu tiên.